# اوگی کیوتاکا
اوگی کیوتاکا (به ژاپنی: 荻 清誉 おぎ きよたか)، (تولد ۱۵۰۸– مرگ ۱۵۶۸ میلادی) یک سامورایی ملازم خاندان ایماگاوا در ولایت سوروگا، ژاپن بود.
تهدید جنگ به‌طور موقت از حوضه رودخانه فوجی با اتحاد سه‌گانه کای-ساگامی-سوروگا در سال ۱۵۵۴ ناپدید شد، اما زمانی که ایماگاوا یوشیموتو، رئیس خاندان ایماگاوا، در نبرد اوکه‌هازاما در سال ۱۵۶۰ درگذشت، روابط دیپلماتیک ناگهان شروع به وخامت کرد و در سال ۱۵۶۸، تاکدا شینگن از مرز عبور کرد و حمله به سوروگا را انجام داد. اوگی کیوتاکا مماشات با شینگن را نپذیرفت و ارتش خود را به جنگ با ارتش تاکدا در کوه ماتسونو هدایت کرد، اما در عملیات (نبرد اوچیبوگوچی) کشته شد.
کیمیو، پسر کیوتاکا، تسلیم خاندان تاکدا شد و به آنایاما نوبوکیمی، یکی از بستگان خاندان تاکدا (داماد شینگن)، خدمت کرد.